# 热伤风
热伤风，中医一般指因暑、湿外感引起的感冒，多发于夏季。

## 产生原因
中医上的解释是在夏天温度较高的时候，有时体内存有内热，体温升高，然后进入低温的环境受了风邪，导致机体平衡紊乱。

### 内因
温度过高太热、运动过度消耗过大等。

### 外因
洗冷水澡、长时间吹风扇、空调温度过低、睡觉的时候没有盖棉被。

## 类型
在中医上一般分为风寒、风热、湿暑。

## 症状
发烧、咳嗽吐稀白痰、恶寒、无汗或有汗、鼻塞流清涕、头痛身痛、咽痛、咳嗽、恶心、食欲不好、小便黄、关节酸痛、全身无力、口不渴或渴喜热饮等等。

## 治疗方法
吃藿香正气丸、正柴胡饮冲剂、感冒软胶囊、北京同仁堂感冒沖劑等。